# Рябушкин, Андрей Петрович
Андре́й Петро́вич Ря́бушкин (17 [29] октября 1861, Тамбовская губерния — 27 апреля [10 мая] 1904, Новгородская губерния) — русский живописец. Мастер жанровых и исторических картин, в основном воссоздающих московский быт XVII века.

## Биография
Родился 17 (29) октября 1861 года в селе Станичная Слобода Борисоглебско-Пригородной волости Борисоглебского уезда Тамбовской губернии. Его отец Пётр Васильевич и старший брат Фёдор были иконописцами, и в детстве Андрей часто помогал им в работе. В 14 лет Андрей Рябушкин осиротел. Случайно его способности заметил гостивший в селе студент Московского училища живописи, ваяния и зодчества А. Х. Преображенский. Он увёз юношу в Москву и помог определиться в училище. Не окончив его, Андрей уехал в Петербург, где поступил в 1882 году в Академию художеств. Учился, в частности, у Павла Чистякова. Его дипломной работой стало произведение на религиозную тему — «Снятие с креста» (1890).
Совершил ряд поездок по древним русским городам — Орёл, Тула, Киев, Великий Новгород, Сергиев Посад, Тверь, Ярославль, Углич, Ростов, Кострома, Нижний Новгород, Владимир… В ходе своих путешествий увлёкся русской историей и русским народным эпосом.
В 1890-х годах писал заказные работы, рисунки и акварели для изданий и альбомов, эскизы композиций для предполагавшейся росписи Софийского собора в Новгороде. Его крупной исторической картиной в этот период стала «Московская улица XVII века в праздничный день» (1895).
Значительная роль в произведениях Рябушкина отведена русскому пейзажу. В декоративном решении полотна он шёл от традиции русской иконописи и фресковых росписей. В 1901 году написал одну из лучших картин «Свадебный поезд в Москве». На ней изображена Москва XVII века. В 1913 году картина была продана коллекционером Сергеем Щербатовым Третьяковской галерее.
В последние годы жизни Рябушкин увлёкся созданием иллюстраций к русским былинам и к деревенским темам. В это время им написаны картины «За водой» (1898), «В деревне» (1902), «Втёрся парень в хоровод…» (1902), «В деревне. К обедне» (1903).
В 1903 году у него был диагностирован туберкулёз. Лечение в Швейцарии не помогло. Скончался в имении своего друга, художника Василия Беляева — усадьбе Дидвино Новгородской губернии и был погребён на ближайшем кладбище в Добром Селе.
Прах перезахоронен в 1957 году на Любанском городском кладбище, на могиле поставлен памятник.
110 картин Рябушкина экспонируются в Русском музее, в Третьяковской галерее, во Всероссийском музее А. С. Пушкина, Научно-исследовательском музее Российской Академии художеств, Псковском художественном музее.
Несколько работ находятся в частных коллекциях живописи. В частности, огромный архив Ильи Тюменева содержит около трёхсот рисунков Рябушкина.

## Галерея
- «Воскресный день» (1889). Новгородский музей-заповедник
- «Улица старой Москвы (1890-е)». Государственный художественный музей, Ханты-Мансийск
- «Сидение царя Михаила Фёдоровича с боярами в его государевой комнате» (1893). Третьяковская галерея
- «Выход боярышни с няньками в сад» (1893). Третьяковская галерея
- «Московская улица XVII века в праздничный день» (1895). Государственный Русский музей (ГРМ)
- «Стрелецкий дозор у Ильинских ворот в старой Москве» (1897). ГРМ
- «Женщины в церкви» (1899) — фрагмент. Третьяковская галерея
- «Красная палата» (1899). Нижнетагильский музей изобразительных искусств
- «Едут! (Народ московский во время въезда иностранного посольства в Москву в середине XVII века)» (1901)
- «Ожидают выхода царя» (1901) — эскиз. Третьяковская галерея
- «Иоанн Грозный с приближёнными (1903); Иван Грозный и Василий Блаженный». Тюменский музей изобразительных искусств
- «Боярышня XVII века» (1903). ГРМ[4]
- «Новгородская церковь» (1903). ГРМ
- «Зимнее утро» (1903). Музей Российской академии художеств
- «Владимир Красное Солнышко и его жена Апраксия Королевична». 1895. Иллюстрация к книге «Русские былинные богатыри»